# 亞馬遜麗體魚
亞馬遜麗體魚，為輻鰭魚綱鱸形目隆頭魚亞目慈鯛科的其中一種，分布於南美洲亞馬遜河流域，體長可達11.4公分，棲息在河川、沼澤中底層水域，生活習性不明，可做為食用魚及觀賞魚。

## 擴展閱讀
維基物種上的相關：亞馬遜麗體魚